# Citadel
«Citadel» —en español: «Ciudadela»— es una canción de la banda británica de rock The Rolling Stones, lanzada como segunda pista de su álbum Their Satanic Majesties Request, editado en 1967.
Impulsado por un riff de guitarra interpretado por Keith Richards, la canción es notablemente más pesada, teniendo una presencia más fuerte de la guitarra que en otras canciones en el álbum psicodélico.
El coro hace referencia a la actriz Candy Darling y su amigo Taffy, quiénes Los Stones habían conocido anteriormente en el Hotel Albert en Ciudad de Nueva York. Según Darling: "Los conocimos en el Hotel Albert. Estábamos en el piso superior al de ellos y colgamos un racimo de uvas en una cuerda fuera de su ventana. Verás, la Ciudadela es Nueva York y la canción es un mensaje para nosotros, Taffy y yo".
Según bajista Bill Wyman, la canción se intituló durante las sesiones «After Five».

## Personal
Acreditados:
- Mick Jagger: voz, maracas.
- Keith Richards: guitarra eléctrica.
- Brian Jones: mellotron, saxofón, flauta.
- Charlie Watts: batería.
- Bill Wyman: bajo.
- Nicky Hopkins: piano, mellotron (en modo mandolina), clavecín.

## Versiones de otros artistas
«Citadel» ha sido versionada por muchas bandas alternativas y punk incluyendo el grupo británico de punk The Damned, los de post-punk británicos The Comsat Angels, y la banda de rock alternativo estadounidense Redd Kross.
El grupo de rock serbio Električni Orgazam versionó la canción en su álbum de covers Les Chansons Populaires.